# Gueugnon
Gueugnon település Franciaországban, Saône-et-Loire megyében. Lakosainak száma 6547 fő (2022. január 1.). Gueugnon La Chapelle-au-Mans, Chassy, Clessy, Curdin, Marly-sur-Arroux, Rigny-sur-Arroux és Vendenesse-sur-Arroux községekkel határos.

## Népesség
A település népességének változása:
| Lakosok száma | 7367 | 7184 | 7313 | 6992 | 6948 | 6760 | 6685 | 6616 | 6547 |
|               | 2013 | 2015 | 2016 | 2017 | 2018 | 2019 | 2020 | 2021 | 2022 |